# Battaglia di Soor
La battaglia di Soor (30 settembre 1745) vide la vittoria del re di Prussia Federico il Grande sull'esercito austro-sassone comandato dal principe Carlo Alessandro di Lorena, nel corso della guerra di successione austriaca (1740 – 1748).

## Antefatto
Tre mesi dopo la battaglia di Hohenfriedberg, il principe Carlo di Lorena aveva approfittato della trascuratezza con cui era tenuto il campo di Staudenz delle truppe di Federico il Grande, per lanciare un attacco di sorpresa contro queste ultime.
Avendo distaccato numerosi reparti durante la sua marcia attraverso la Boemia, il numero degli effettivi dell'esercito di Federico il Grande si era ridotto a 22 500. Il principe Carlo aveva saputo che Federico non era riuscito ad occupare il Graner-Koppe, la collina a nord di Burkersdorf che dominava la pianura a est e sud; quindi mosse con moschettieri, granatieri, cavalleria e 16 cannoni pesanti, lasciando a sud il rimanente del suo esercito.

## La battaglia
I prussiani scoprirono la presenza degli austriaci e decisero di attaccare per primi nonostante la loro inferiorità numerica.
Marciando in formazioni di colonne, Federico diresse il suo esercito verso nord, dove la battaglia iniziò con le cannonate austriache indirizzate sulle indifese colonne di cavalieri prussiani mentre queste sfilavano sotto la collina del Graner-Koppe. Tuttavia, avendo resistito al fuoco nemico, la cavalleria prussiana riuscì a piegare a nord della collina.
Le truppe del generale Buddenbrock iniziarono l'attacco, distogliendo la cavalleria austriaca dalle alture, ma il loro attacco si infranse contro la fanteria austriaca ed i prussiani dovettero ritirarsi sotto il fuoco dei moschetti austriaci. La collina di Graner-Koppe divenne anch'essa quindi oggetto dell'attacco di fanteria. L'élite dei granatieri prussiani marciò infatti direttamente contro le bocche da fuoco nemiche ma la loro prima linea fu decimata dal tiro combinato dei cannoni e dei moschetti. La seconda linea però avanzò fino al contatto con i granatieri austriaci, riuscendo a conquistare la collina ed a porre fuori uso le pericolose batterie austriache.
Nel frattempo l'ala destra austriaca si impegnò in una propria, separata battaglia quando i prussiani si mossero per liberare Burkersdorf. Dopo essersi quasi impantanati sotto il fuoco di un'altra batteria austriaca vicino alla città, le truppe prussiane del principe di Brunswick riuscirono a sconvolgere il centro dello schieramento austriaco.
Gli austriaci lasciarono allora il campo di battaglia: Federico il Grande aveva superato la situazione più difficile della propria carriera.